# Liste der Biografien/Brod
Liste der Biografien |
Portal Biografien |
Personensuche
# |
A |
B |
C |
D |
E |
F |
G |
H |
I |
J |
K |
L |
M |
N |
O |
P |
Q |
R |
S |
T |
U |
V |
W |
X |
Y |
Z |
?
 
Ba |
Be |
Bd |
Bg |
Bh |
Bi |
Bj |
Bl |
Bm |
Bn |
Bo |
Br |
Bs |
Bu |
Bw |
By |
Bz
 
Bra |
Brc |
Brd |
Bre |
Brg |
Bri |
Brj |
Brk |
Brl |
Brn |
Bro |
Brp–Brt |
Bru |
Brv |
Bry |
Brz
 
Broa |
Brob |
Broc |
Brod |
Broe |
Brof |
Brog |
Broh |
Broi |
Broj |
Brok |
Brol |
Brom |
Bron |
Broo |
Brop |
Broq |
Bror |
Bros |
Brot |
Brou |
Brov |
Brow |
Brox |
Broy |
Broz
Die Liste der Biografien führt alle Personen auf, die in der deutschsprachigen Wikipedia einen Artikel haben. Dieses ist eine Teilliste mit 324 Einträgen von Personen, deren Namen mit den Buchstaben „Brod“ beginnt.

## Brod
- Brod, Felix Emanuel (* 1989), deutscher Filmregisseur und Drehbuchautor
- Brod, Ferdinand (1869–1944), deutscher Maler und Schriftsteller
- Brod, Jan (1912–1985), tschechischer Arzt und Hochschullehrer
- Brod, Max (1880–1959), österreichischer Schauspieler und Sänger bei Bühne und Film
- Brod, Max (1884–1968), tschechischer SchriftstellerMax Brod (1884–1968)

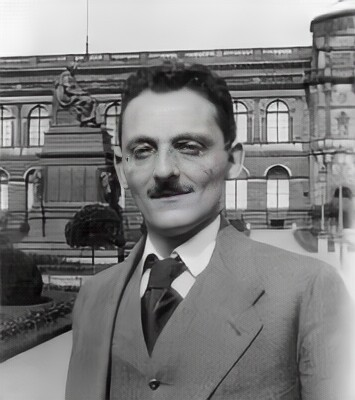
Max Brod (1884–1968)

- Brod, Oliver (* 1971), deutscher Schauspieler
- Brod, Sid (1899–1955), US-amerikanischer Regieassistent, Produktionsmanager, Produzent und Drehbuchautor
- Brod, Soja Ossipowna (1907–1972), sowjetische Architektin
- Brod, Viktor (1894–1969), österreichischer Schriftsteller
- Brod, Walter Michael (1912–2010), deutscher Arzt und Studentenhistoriker

### Broda
- Broda, Artur (* 1989), polnischer Nordischer Kombinierer
- Broda, August (1867–1932), deutscher Baptistenpastor
- Broda, Christian (1916–1987), österreichischer Politiker (SPÖ), Abgeordneter zum Nationalrat, Mitglied des Bundesrates
- Broda, Engelbert (1910–1983), österreichischer Chemiker, Physiker
- Broda, Joel (* 1989), kanadischer Eishockeyspieler
- Broda, John (* 2001), deutscher Eishockeyspieler
- Broda, Josef (1829–1910), deutscher Theaterschauspieler
- Broda, Max (1842–1910), deutscher Theaterschauspieler
- Broda, Miroslav (* 1964), deutscher Tischtennisspieler
- Broda, Turk (1914–1972), kanadischer Eishockeyspieler und -trainer
- Broda, Vladislav (* 1964), deutscher Tischtennisspieler
- Broda, Wolf (1917–2014), deutscher Ingenieurswissenschaftler, Astronom und Autor
- Brodacz, Julian (* 1991), deutscher Schauspieler
- Brodahl, Sverre (1909–1998), norwegischer Skilangläufer
- Brodahl, Trygve (1905–1996), norwegischer Skilangläufer
- Brodar, Mitja (1921–2012), slowenischer Archäologie
- Brodar, Nejc (* 1982), slowenischer Skilangläufer
- Brodauf, Alfred (1871–1946), deutscher Politiker (Freisinnige Volkspartei, Fortschrittliche Volkspartei, DDP), MDR
- Brodauf, Felix (* 1989), deutscher Skispringer
- Brodauf, Friedrich Moritz (1872–1939), deutscher Bildhauer, Grafiker und Lithograf

### Brodb
- Brodbeck, Adolf (1858–1937), Schweizer Politiker (FDP)
- Brodbeck, Albert (1864–1938), deutscher Verwaltungsbeamter
- Brodbeck, Andrew R. (1860–1937), US-amerikanischer Politiker
- Brodbeck, Charles (1868–1944), Schweizer Turner
- Brodbeck, Christine (* 1950), Schweizer Performancekünstlerin und Tänzerin
- Brodbeck, Erich (1922–2013), deutscher Journalist
- Brodbeck, Felix (* 1960), deutscher Organisations- und Wirtschaftspsychologe
- Brodbeck, Gerda (1944–2008), deutsche Malerin
- Brodbeck, Hanspeter (* 1984), deutscher Handballschiedsrichter
- Brodbeck, Heinrich (1811–1886), Schweizer Politiker
- Brodbeck, Hermann (1849–1912), deutscher Brauereibesitzer, Gastwirt und Politiker, MdR
- Brodbeck, Hermann (1889–1973), deutscher Ringer und Europameisterschafts-Dritter im Ringen
- Brodbeck, Ines (* 1981), Schweizer Singer-Songwriterin und Perkussionistin
- Brodbeck, Jacob (1821–1910), deutsch-amerikanischer Flugpionier
- Brodbeck, Jean-Paul (* 1974), Schweizer Jazz-Pianist
- Brodbeck, Johann Jakob (1828–1892), Schweizer Politiker und Theologe
- Brodbeck, Karl-Heinz (* 1948), deutscher Philosoph, Kreativitätsforscher, Ökonom und Wirtschaftsethiker
- Brodbeck, Klaus (* 1956), deutscher Lokalpolitiker (FDP)
- Brodbeck, Markus (* 1976), deutscher Handballtorwart und -trainer
- Brodbeck, Roland (* 1966), Schweizer Schriftsteller
- Brodbeck, Samuel (1801–1855), Schweizer Politiker und Richter
- Brodbeck, Stefan (* 1962), deutscher Designer
- Brodbek, Bernd (1944–2023), deutscher Fußballtorwart und -trainer
- Brodbelt, Jennifer S., US-amerikanische Chemikerin
- Brodber, Erna (* 1940), jamaikanische Soziologin und Schriftstellerin

### Brodd
- Brodd, Yngve (1930–2016), schwedischer Fußballspieler und -trainer
- Brodde, Kirsten (* 1964), deutsche Autorin und Redakteurin
- Brodde, Otto (1910–1982), deutscher Kirchenmusiker und Musikwissenschaftler
- Brodde, Otto-Erich (1942–2007), deutscher Pharmakologe
- Brodde, Werner (1898–1955), deutscher Parteifunktionär (KPD)
- Broddi Kristjánsson (* 1960), isländischer Badmintonspieler

### Brode
- Brode, Emmy (1890–1967), deutsche Malerin und Kunstlehrerin
- Brode, Heinrich (1874–1936), deutscher Jurist und Konsul
- Brode, Lucas, amerikanischer Fusion- und Improvisationsmusiker (Gitarre, Komposition)
- Bröde, Matthias, deutscher Jazzmusiker
- Brode, Max (1850–1917), deutscher Geiger und Dirigent
- Brode, Wallace Reed (1900–1974), US-amerikanischer Chemiker und Wissenschaftsorganisator
- Brodeau, Victor (1502–1540), französischer Dichter
- Brodecki, Adam (1949–2010), polnischer Eiskunstläufer
- Brodehl, Frank (* 1971), deutscher Politiker (parteilos, zuvor LKR, AfD)
- Brodek, Paul (1884–1942), deutscher Politiker (SPD)
- Brödel, Albert (1897–1944), Lehrer, Heimatdichter und Chronist im Thüringer Wald
- Brödel, Christfried (* 1947), deutscher Chorleiter und Hochschullehrer
- Brödel, Harald (1934–1996), deutscher Gebrauchsgrafiker
- Brödel, Max (1870–1941), medizinischer Illustrator
- Brodel, Ralph (* 1962), deutscher Politiker (SPD), Bürgermeister von SundernRalph Brodel (* 1962)

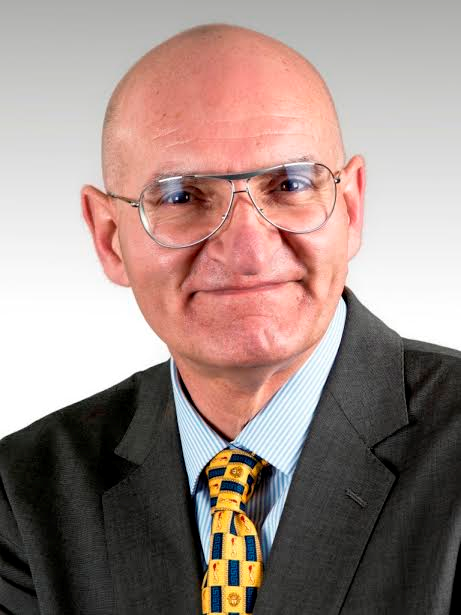
Ralph Brodel (* 1962)

- Brödel, Walter (1911–1997), deutscher Mathematiker und Hochschullehrer
- Brödel, Walter (1925–1989), deutscher Fechter
- Brodén, Joakim (* 1980), schwedisch-tschechischer Sänger und Musiker
- Broden, Josef (1927–2011), deutscher Fußballspieler
- Bröder, Alois (* 1961), deutscher Komponist
- Broder, Andrei, israelischer Informatiker
- Bröder, Arndt (* 1968), deutscher Kognitionspsychologe
- Broder, Berl (1815–1868), jiddischer Volkssänger
- Broder, David S. (1929–2011), US-amerikanischer Journalist
- Broder, Henryk M. (* 1946), deutscher Journalist und SchriftstellerHenryk M. Broder (* 1946)

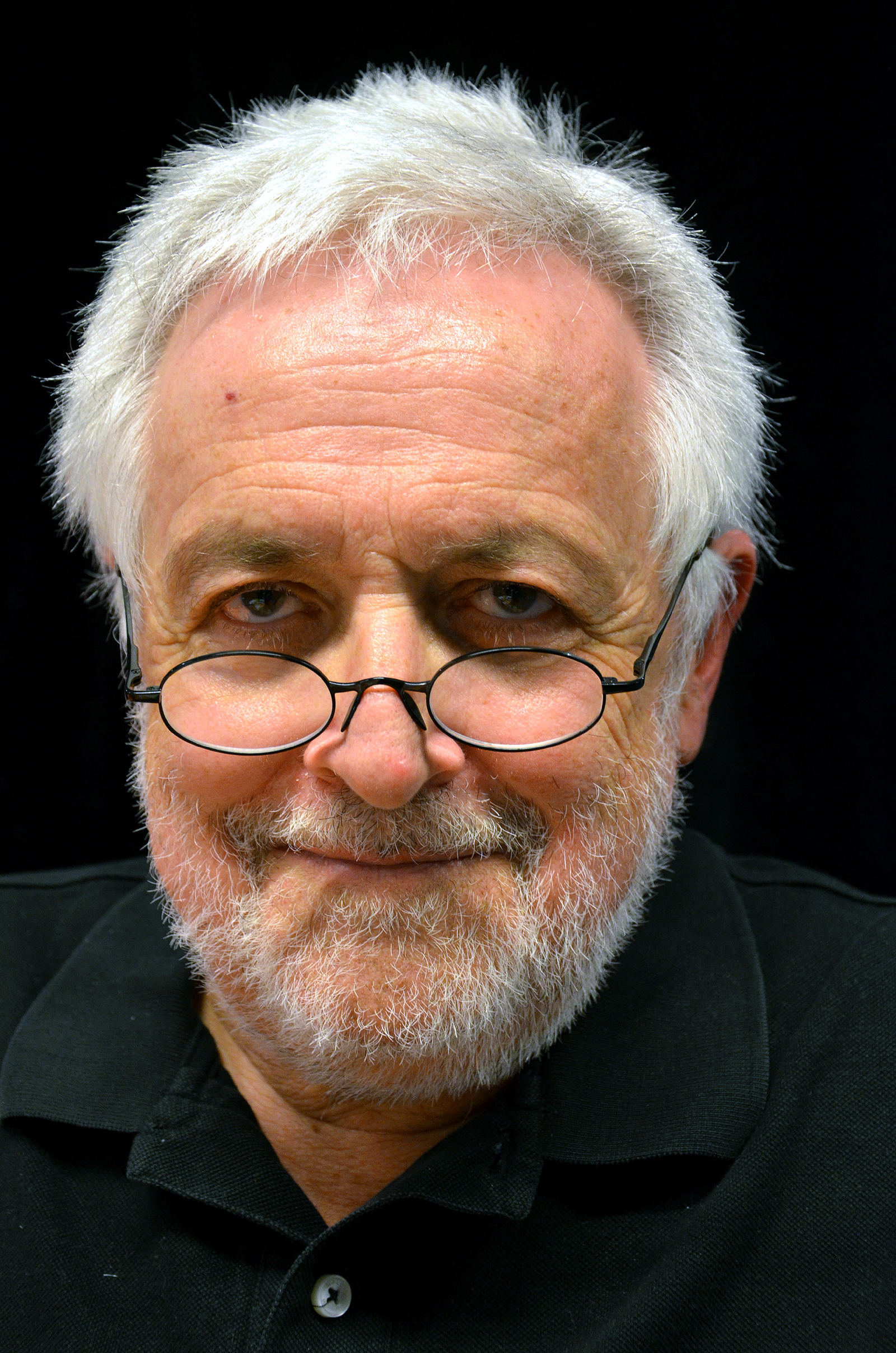
Henryk M. Broder (* 1946)

- Broder, Jamie Lynn (* 1985), kanadische Beachvolleyballspielerin
- Broder, Johanna (1834–1907), schweizerische Stifterin
- Broder, Katherine (* 1973), schweizerische Karateka und Managerin
- Bröder, Lena (* 1989), deutsche Schönheitskönigin
- Broder, Melissa (* 1979), US-amerikanische Schriftstellerin
- Broder, Nathan (1905–1967), US-amerikanischer Musikwissenschaftler
- Broder, Owen (* 1989), US-amerikanischer Jazzmusiker (Saxophon, Komposition)
- Broder, Samuel (* 1945), US-amerikanischer Mediziner
- Bröderbauer, Andrea (* 1985), österreichische Theaterschauspielerin
- Broderick, Beth (* 1959), US-amerikanische Schauspielerin
- Broderick, Case (1839–1920), US-amerikanischer Politiker
- Broderick, Chris (* 1970), US-amerikanischer Gitarrist
- Broderick, Damien (1944–2025), australischer Autor von Science-Fiction und populärwissenschaftlichen Büchern
- Broderick, David C. (1820–1859), US-amerikanischer Politiker
- Broderick, Edwin Bernard (1917–2006), US-amerikanischer Geistlicher und Bischof von Albany
- Broderick, George (1855–1905), US-amerikanischer Opernsänger (Bass)
- Broderick, Heather Woods (* 1983), US-amerikanische Multiinstrumentalistin und Singer-Songwriterin
- Broderick, Helen (1891–1959), US-amerikanische Theater- und Filmschauspielerin mit irisch-deutschen Wurzeln
- Broderick, James (1927–1982), US-amerikanischer Schauspieler
- Broderick, John (1875–1957), kanadischer Lacrossespieler
- Broderick, Kenneth (1942–2016), kanadischer Eishockeytorwart
- Broderick, Matthew (* 1962), US-amerikanischer Schauspieler und RegisseurMatthew Broderick (* 1962)

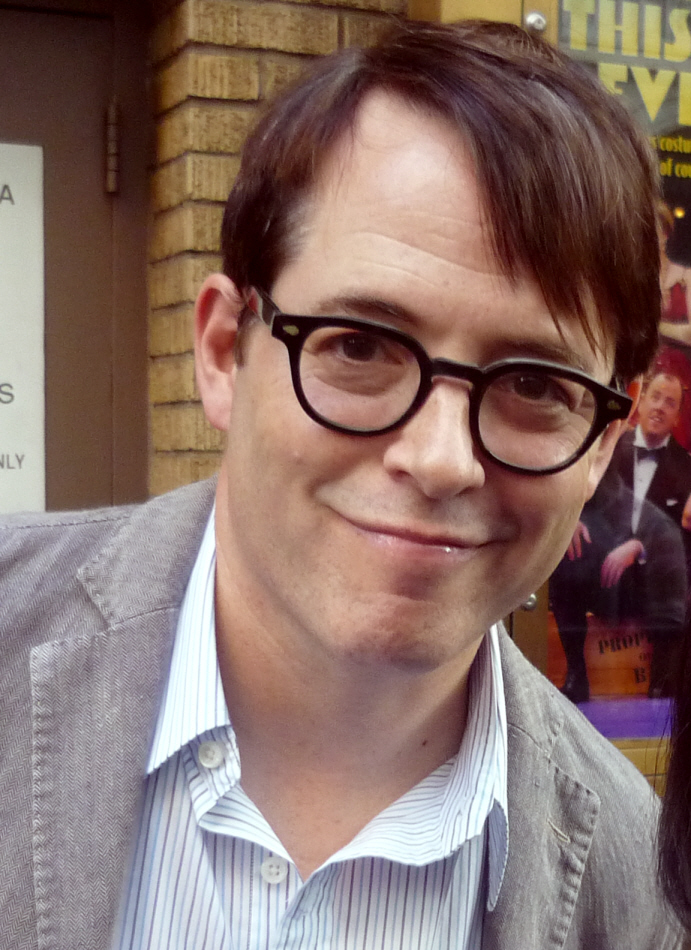
Matthew Broderick (* 1962)

- Broderick, Michael (* 1963), US-amerikanischer Basketballspieler
- Broderick, Michael (* 1968), US-amerikanischer Schauspieler und Synchronsprecher
- Broderick, Pat (* 1953), US-amerikanischer Comiczeichner und Werbekünstler
- Broderick, Raymond J. (1914–2000), US-amerikanischer Jurist und Politiker
- Broderick, Thomas (1882–1933), irischer Geistlicher und Apostolischer Vikar von Westnigeria
- Broderip, William John (1789–1859), britischer Jurist und Zoologe (Malakologe)
- Brödermann, August Friedrich (1816–1885), deutscher Kaufmann
- Brödermann, Eckart (* 1958), deutscher Rechtswissenschaftler
- Broders, Roger (1883–1953), französischer Illustrator
- Brödersdorff, Albert (* 1876), deutscher Journalist und Politiker (Freie Wirtschaftliche Vereinigung)
- Brodersen, Albert (1857–1930), deutscher Landschaftsarchitekt, städtischer Gartendirektor in Berlin (1910–1926)
- Brodersen, Anna (1903–1971), deutsche Politikerin (SPD), MdL
- Brodersen, Carsten (1938–2018), deutscher Rechtswissenschaftler
- Brodersen, Carsten-Peter (* 1957), deutscher Politiker (FDP), MdL
- Brodersen, Friedrich (1873–1926), deutscher Opernsänger (Bariton)
- Brodersen, Ingke (* 1950), deutsche Herausgeberin und Autorin
- Brodersen, Johannes (1878–1970), deutscher Anatom und Hochschullehrer
- Brodersen, Jørgen (1920–1983), dänischer Generalmajor
- Brodersen, Kai (* 1958), deutscher AlthistorikerKai Brodersen (* 1958)

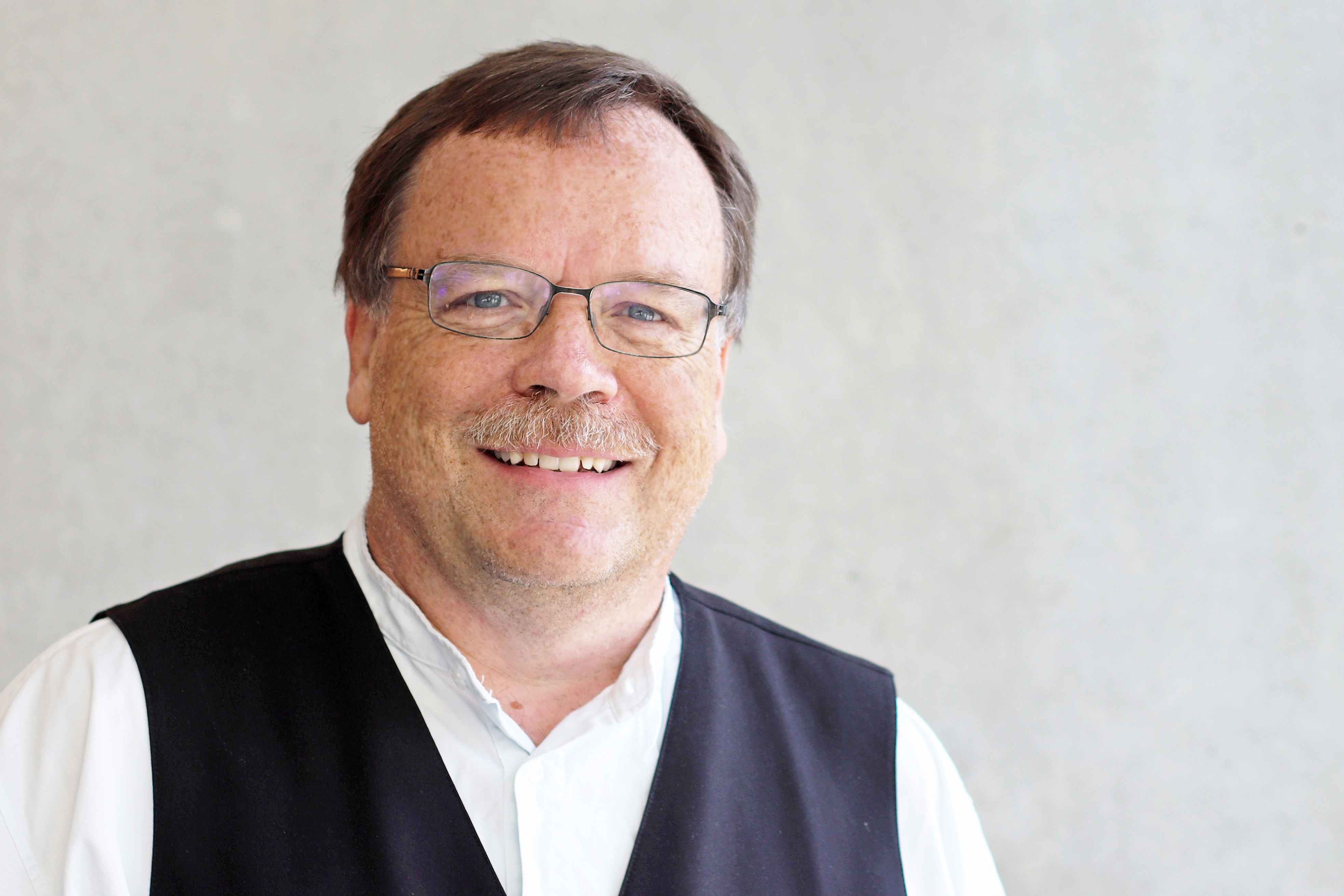
Kai Brodersen (* 1958)

- Brodersen, Karsten (1907–2001), deutsch-chilenischer Diskuswerfer, Zehnkämpfer und Kugelstoßer
- Brodersen, Kim, dänischer Badmintonspieler
- Brodersen, Klaus (1926–1997), deutscher Chemiker
- Brodersen, Kristina (* 1977), deutsche Jazzmusikerin (Altsaxophon)
- Brodersen, Leonard (* 2003), deutscher Fußballspieler
- Brodersen, Levke (* 1994), deutsche Basketballspielerin
- Brodersen, Niels (1895–1971), deutscher Grafiker und Redakteur
- Brodersen, Richard (1793–1830), deutscher Klassischer Philologe und Gymnasiallehrer
- Brodersen, Richard (1880–1968), deutscher Architekt
- Brodersen, Svend (* 1997), deutscher Fußballtorwart
- Broderson, Moische (1890–1956), jiddisch schreibender Schriftsteller
- Brodesser, Carsten (* 1967), deutscher Politiker (CDU), MdB
- Brodeßer, Karl Friedrich (1931–2006), deutscher Jurist, Verwaltungsbeamter und Politiker (FDP)
- Brodeßer, Karl von (1795–1876), bayerischer Generalleutnant
- Brodeßer, Otto (1926–1996), deutscher Jurist und Richter am Bundesgerichtshof
- Brodesser-Akner, Taffy (* 1975), US-amerikanische Journalistin
- Brodetsky, Selig (1888–1954), britischer Mathematiker und Hochschullehrer
- Brodeur, Denis (1930–2013), kanadischer Fotograf und Eishockeyspieler
- Brodeur, Louis-Philippe (1862–1924), kanadischer Politiker und Richter, Vizegouverneur von Québec
- Brodeur, Martin (* 1972), US-amerikanisch-kanadischer Eishockeytorwart
- Brodeur, Richard (* 1952), kanadischer Eishockeytorwart

### Brodf
- Brodführer, Adolf (1845–1907), deutscher Sanitätsoffizier
- Brodführer, Carl (1884–1960), deutscher Architekt und Baubeamter
- Brodführer, Friedrich (1878–1937), deutscher Reichsgerichtsrat
- Brodführer, Michael (* 1979), deutscher Politiker (CDU)Michael Brodführer (* 1979)

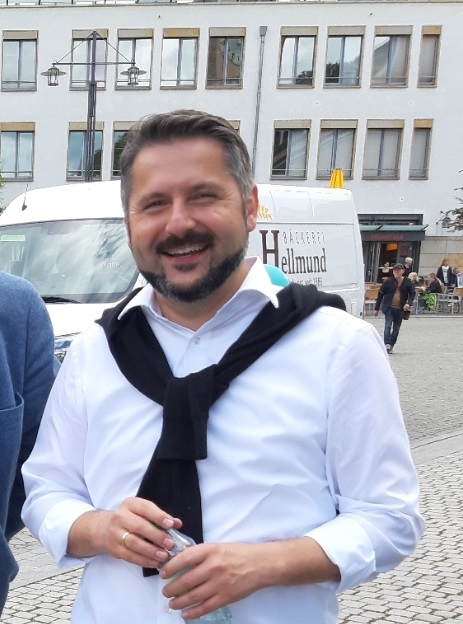
Michael Brodführer (* 1979)

### Brodh
- Brodhäcker, Karl (1919–2013), deutscher Verleger und Autor
- Brodhagen, Annemarie (* 1934), deutsche Fernsehmoderatorin
- Brodhead, Jefferson Davis (1859–1920), US-amerikanischer Politiker
- Brodhead, John (1770–1838), US-amerikanischer Politiker
- Brodhead, John C. (1780–1859), US-amerikanischer Politiker
- Brodhead, Richard (1811–1863), US-amerikanischer Politiker
- Brodhead, William M. (* 1941), US-amerikanischer Politiker
- Brødholt, Oda Johanne (* 1989), norwegische Windsurferin
- Brodhun, Eugen (1860–1938), deutscher Physiker
- Brodhun, Hans-Peter (* 1955), deutscher Politiker (CDU)

### Brodi
- Brodie, Alexander Oswald (1849–1918), US-amerikanischer Politiker
- Brodie, Angela Hartley (1934–2017), US-amerikanische Pharmakologin
- Brodie, Benjamin Collins (1783–1862), britischer Chirurg und Anatom
- Brodie, Benjamin Collins, jr. (1817–1880), englischer Chemiker
- Brodie, Bernard (1910–1978), US-amerikanischer Politikwissenschaftler und Militärstratege
- Brodie, Bernard B. (1907–1989), britischer Biochemiker und Pharmakologe
- Brodie, Chic (1944–2022), schottischer Politiker
- Brodie, David (1910–1996), schottischer Hockeyspieler
- Brodie, Hugh (1933–2017), US-amerikanischer Jazz-Saxophonist
- Brodie, Israel (1895–1979), britischer Rabbiner, Oberrabbiner des Vereinigten Königreiches und des Commonwealth
- Brodie, Kendall (* 1991), australische Ruderin
- Brodie, Leith (* 1986), australischer Schwimmer
- Brodie, Peter Bellinger (1815–1897), britischer Paläontologe, Botaniker und Geistlicher
- Brodie, Philip (* 1975), britischer Schauspieler und Synchronsprecher
- Brodie, Starla (1955–2014), US-amerikanische Pokerspielerin
- Brodie, Steve (1919–1992), US-amerikanischer Schauspieler
- Brodie, T. J. (* 1990), kanadischer Eishockeyspieler
- Brodie, Ty (* 1966), antiguanischer Windsurfer
- Brodie, William (1741–1788), schottischer Tischler und Krimineller
- Brodie, William (1815–1881), schottischer Bildhauer
- Brodie-Innes, John William (1848–1923), englischer Okkultist
- Brodie-Sangster, Thomas (* 1990), britischer SchauspielerThomas Brodie-Sangster (* 1990)

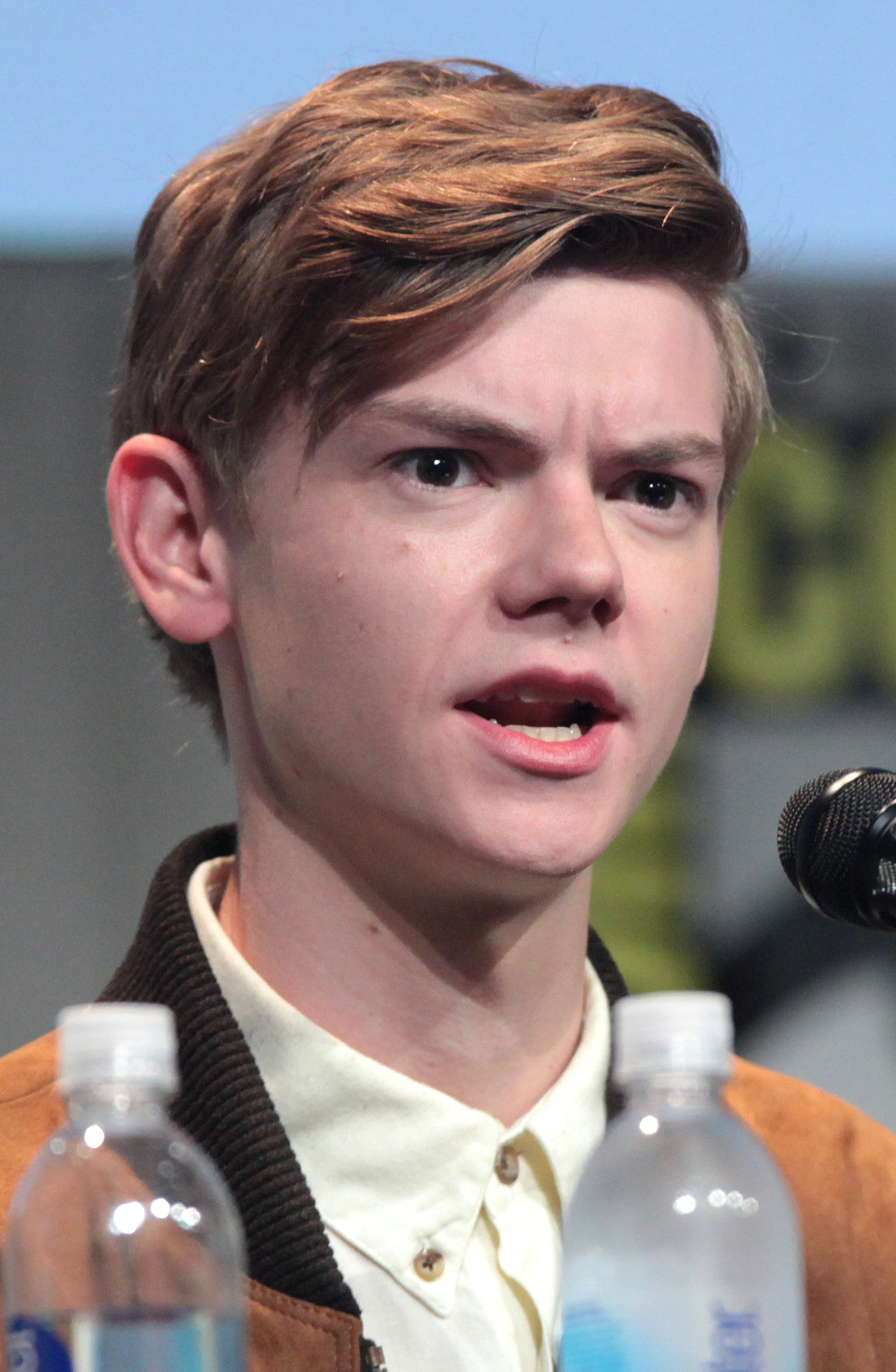
Thomas Brodie-Sangster (* 1990)

- Brodij, Andrij (1895–1946), ruthenischer (ukrainischer) Journalist und Politiker
- Brodil, Wolfgang (* 1963), österreichischer Rechtswissenschaftler
- Brodin, Claude (1934–2014), französischer Degenfechter
- Brodin, Daniel (* 1990), schwedischer Eishockeyspieler
- Brodin, Emilia (* 1990), schwedische Fußballspielerin
- Brodin, Gösta (1908–1979), schwedischer Segler
- Brodin, Jacques (1946–2015), französischer Degenfechter
- Brodin, Jonas (* 1993), schwedischer Eishockeyspieler
- Brodine, Norbert (1896–1970), US-amerikanischer Kameramann
- Brodinski (* 1987), französischer DJ, Musiker und Musikproduzent

### Brodj
- Brodjanski, Dawid Lasarewitsch (1936–2017), ukrainisch-russischer Prähistoriker, Archäologe und Hochschullehrer
- Brodjanski, Wiktor Michailowitsch (1919–2009), sowjetischer bzw. russischer Physikochemiker und Hochschullehrer

### Brodk
- Brodka, Monika (* 1987), polnische Popsängerin
- Bródka, Zbigniew (* 1984), polnischer Eisschnellläufer
- Brodkey, Ellen (* 1934), US-amerikanische Schriftstellerin
- Brodkey, Harold (1930–1996), US-amerikanischer Schriftsteller, Essayist und JournalistHarold Brodkey (1930–1996)

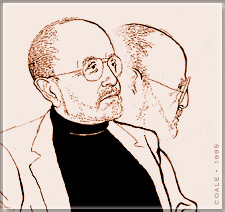
Harold Brodkey (1930–1996)

- Brodkin, Simon (* 1977), britischer Komiker
- Brodkorb, Clemens (* 1966), deutscher römisch-katholischer Kirchenhistoriker
- Brodkorb, Mathias (* 1977), deutscher Politiker (SPD) und AutorMathias Brodkorb (* 1977)

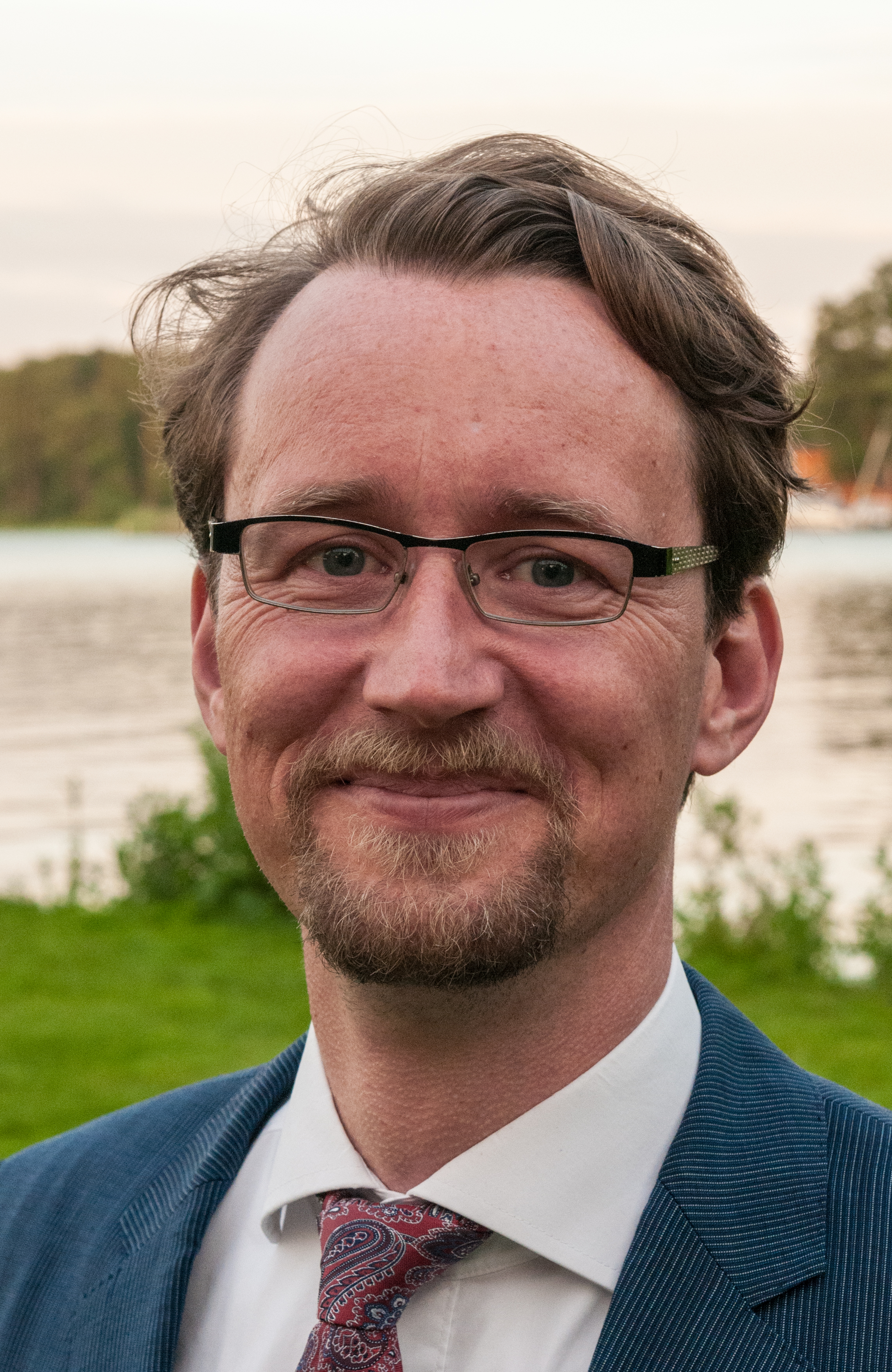
Mathias Brodkorb (* 1977)

- Brodkorb, Pierce (1908–1992), US-amerikanischer Paläontologe und Ornithologe

### Brodl
- Brödl, Günter (1955–2000), österreichischer Schriftsteller, Songtexter und Musikjournalist
- Brödl, Herbert (1949–2015), österreichischer Filmregisseur, Autor und Produzent

### Brodm
- Brodman, Shmuel Aharon, Gemeinderabbiner in München
- Brodmann, Erich (1855–1940), deutscher Jurist
- Brodmann, Hans-Günter (* 1955), deutscher Schlagzeuger und Hochschullehrer
- Brodmann, Joseph (1763–1848), Klavierbauer
- Brodmann, Korbinian (1868–1918), deutscher Neurologe und Psychiater
- Brodmann, Nelly (* 1863), österreichische Theaterschauspielerin und Sängerin (Mezzosopran)
- Brodmann, René (1933–2000), Schweizer Fußballspieler und Trainer
- Brodmann, Roman (1920–1990), Schweizer Journalist und Dokumentarfilmer
- Brodmann, Stephan (1640–1715), deutscher römisch-katholischer Priester
- Brodmeier, Daniel (* 1987), deutscher Sportschütze
- Brodmerkel, Hans (1887–1932), deutscher Politiker (KPD)
- Brodmerkel, Karl (1895–1969), deutscher Tontechniker
- Brodmerkel, Wilhelm (1895–1939), deutscher Ortsgruppenleiter der NSDAP und Hauptmann der Wehrmacht

### Brodn
- Brödner, Erika (* 1913), deutsche Architektin und Bauforscherin
- Brödner, Peter (* 1942), deutscher Wirtschaftsinformatiker, Arbeits- und Organisationsforscher
- Brodney, Oscar (1907–2008), US-amerikanischer Drehbuchautor
- Brodniewicz, Bruno (1895–1945), deutscher Funktionshäftling und Häftling im KZ Auschwitz
- Brodnig, Ingrid (* 1984), österreichische Publizistin, JournalistinIngrid Brodnig (* 1984)

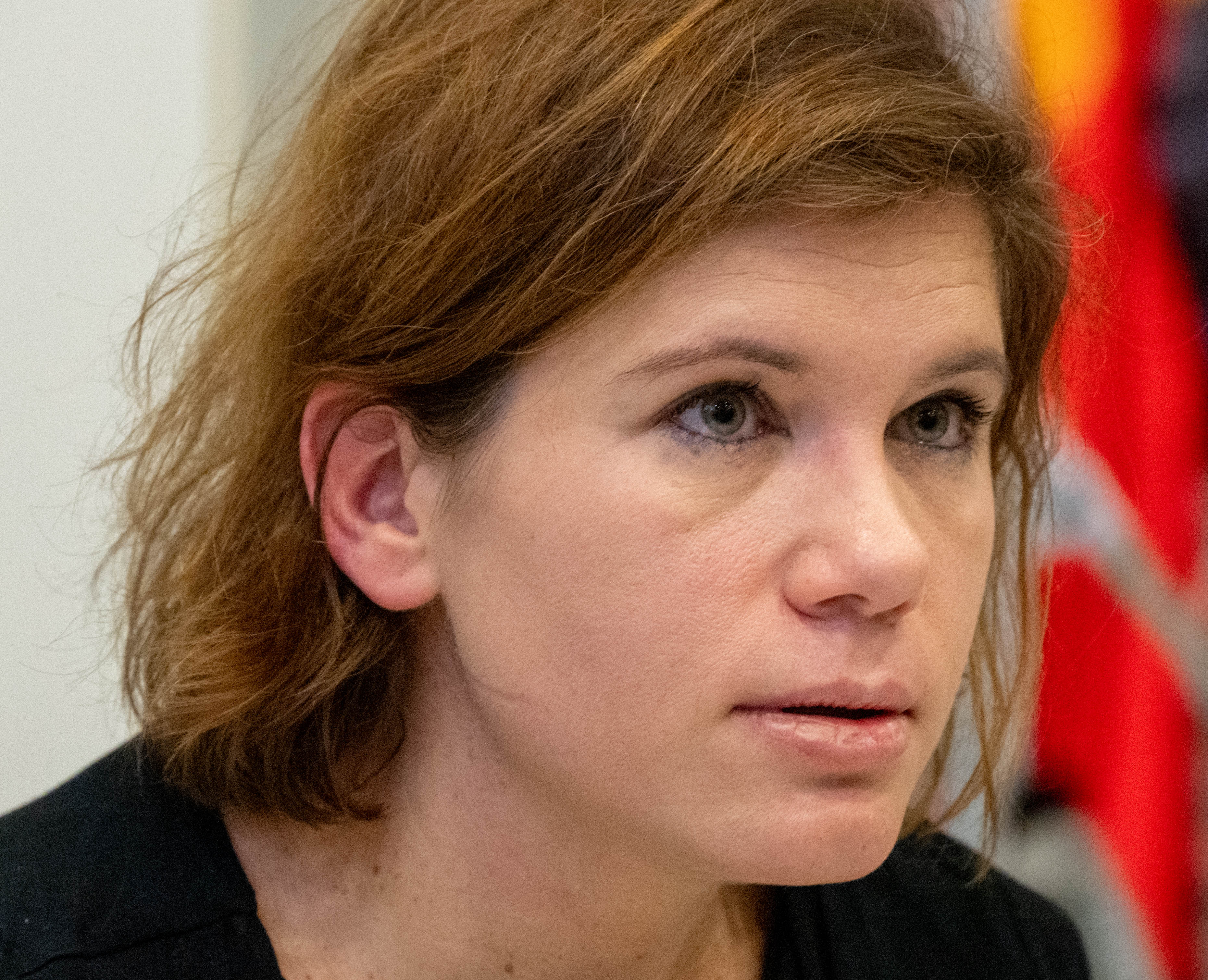
Ingrid Brodnig (* 1984)

- Brodnik, Vanja (* 1989), slowenische Skirennläuferin
- Brodnitz, Friedrich (1899–1995), deutschamerikanischer Arzt und jüdischer Funktionär in Deutschland während der Zeit des Nationalsozialismus
- Brodnitz, Georg (1876–1941), deutscher Nationalökonom
- Brodnitz, Hanns (* 1902), deutscher Kinobetreiber
- Brodnitz, Julius (1866–1936), deutscher Rechtsanwalt
- Brodnitz, Käthe (1884–1971), deutsche Germanistin und Schriftstellerin und Förderin frühexpressionistischer Dichter

### Brodo
- Brodocz, André (* 1969), deutscher Politikwissenschaftler und Hochschullehrer
- Brodolini, Giacomo (1920–1969), italienischer Politiker (PSI), Mitglied der Camera dei deputati und des Senato della Repubblica
- Brodowicz, Thomas, österreichischer Mediziner und Hochschullehrer
- Brodowitsch, Alexei (1898–1971), US-amerikanischer Grafikdesigner russischer Herkunft
- Brodowski, Adolf (* 1873), deutscher Werftarbeiter und Abgeordneter in Danzig (DNVP)
- Brodowski, Antoni († 1832), polnischer Maler des Klassizismus
- Brodowski, Dominik (* 1980), deutscher Rechtswissenschaftler, Hochschullehrer
- Brodowski, Fedor von (1841–1923), preußischer General der Infanterie, Gouverneur der Festung Ulm
- Brodowski, Franz (1922–1997), deutscher Politiker (SPD), MdL
- Brodowski, Fritz von (1886–1944), deutscher Generalleutnant im Zweiten Weltkrieg
- Brodowski, Józef (1772–1853), polnischer Maler
- Brodowski, Karsten (* 1985), deutscher Ruderer
- Brodowsky, Günther (1932–2017), deutscher Berufsoffizier
- Brodowsky, Johann Gottlieb von (1746–1811), königlich preußischer Generalmajor und zuletzt Platzmajor in Warschau
- Brodowsky, Paul (* 1980), deutscher Autor
- Brodowy, Matthias (* 1972), deutscher Kabarettist und Klavier-Musiker

### Brodr
- Brødreskift, Erik (1969–1999), norwegischer Extreme-Metal-SchlagzeugerErik Brødreskift (1969–1999)

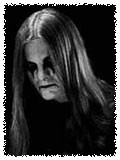
Erik Brødreskift (1969–1999)

- Brodrick, St John, 1. Earl of Midleton (1856–1942), britischer Politiker
- Brodrick, William (* 1960), englischer Jurist und Schriftsteller
- Brodrück, Georg (1853–1920), preußischer Generalleutnant im Ersten Weltkrieg
- Brodrück, Karl August (1815–1866), hessischer Militärhistoriker und Unterzeichner der Genfer Konvention (von 1864)

### Brods
- Brodschelm, Heino (* 1944), deutscher Busunternehmer
- Brødsgaard, Karen (* 1978), dänische Handballspielerin und -trainerin
- Brodská, Tereza (* 1968), tschechische Schauspielerin
- Brodskaja, Kristina Dawidowna (* 1990), russische Schauspielerin
- Brodskaja-Bomke, Anna (* 1962), deutsche Schauspielerin und Fernsehreporterin
- Brodski, Alexander Iwanowitsch (1903–1984), sowjetischer Fotograf und Journalist
- Brodski, Alexander Sawwitsch (* 1955), russischer Architekt und Künstler
- Brodski, Alexandra (* 1989), deutsch-russische Regisseurin und Drehbuchautorin
- Brodski, Isaak Israilewitsch (1884–1939), russischer und sowjetischer Maler
- Brodsky, Ada (1924–2011), israelische Hörfunkjournalistin und Übersetzerin
- Brodsky, Adolph (1851–1929), russischer Geiger
- Brodsky, Adriana (* 1955), argentinische Schauspielerin
- Brodsky, Emily, US-amerikanische Seismologin
- Brodsky, Gail (* 1991), US-amerikanische Tennisspielerin
- Brodsky, Irene Taylor, US-amerikanische Regisseurin und Produzentin
- Brodsky, Irving (1901–1998), US-amerikanischer Jazzpianist und Arrangeur
- Brodsky, Jascha (1907–1997), lettisch-US-amerikanischer Geigenlehrer
- Brodsky, Joseph (1940–1996), russisch-US-amerikanischer Dichter und LiteraturnobelpreisträgerJoseph Brodsky (1940–1996)

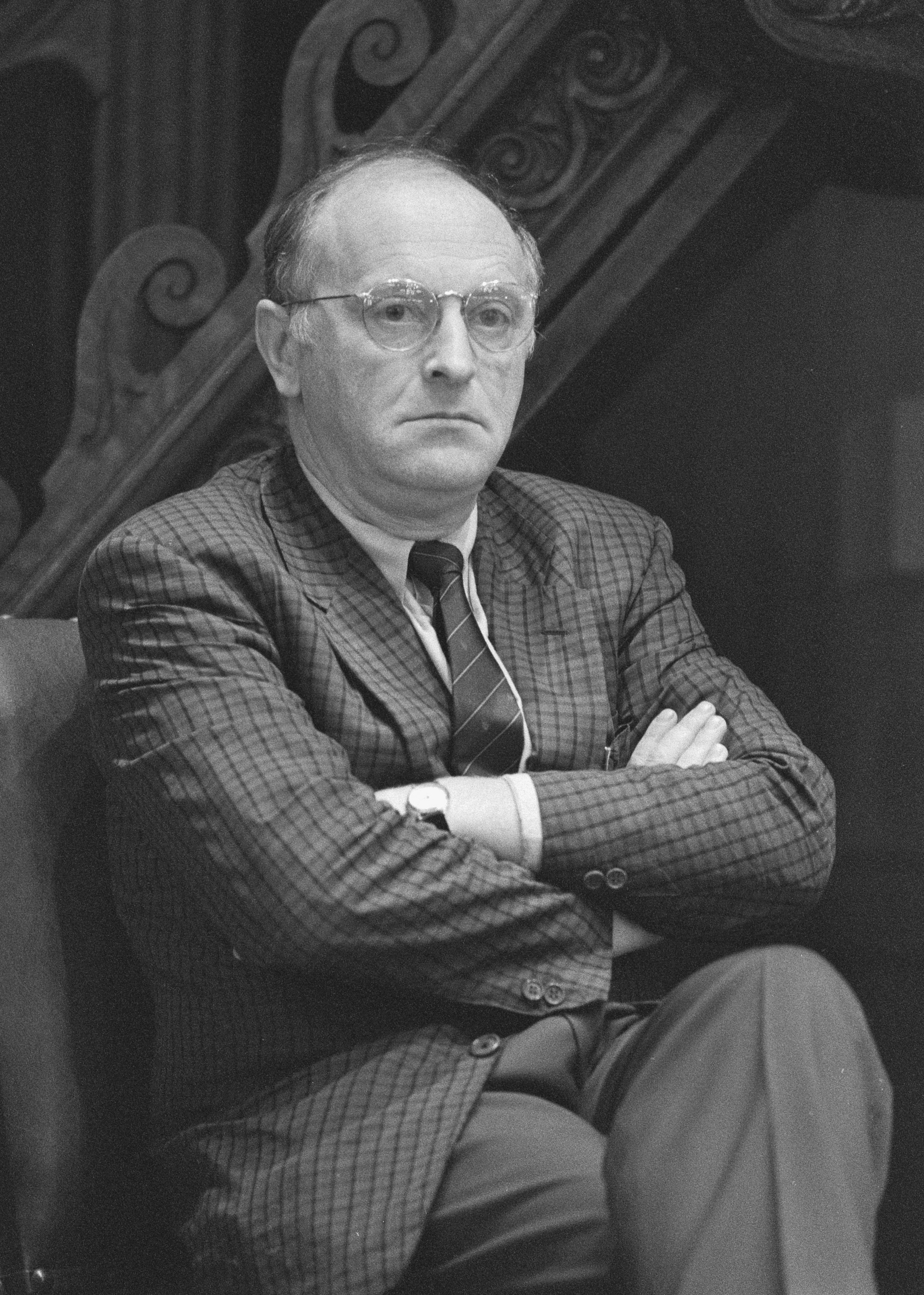
Joseph Brodsky (1940–1996)

- Brodsky, Michael (* 1948), US-amerikanischer Schriftsteller
- Brodsky, Stanley (* 1940), US-amerikanischer theoretischer Physiker
- Brodsky, Uri, israelischer Spion
- Brodský, Vlastimil (1920–2002), tschechischer Film- und Fernsehschauspieler
- Brodsky, Wadim (* 1950), ukrainisch-polnischer Violinist und Showman
- Brodskyj, Lasar (1848–1904), ukrainischer Unternehmer, Zuckermagnat, Philanthrop und Mäzen
- Brodskyj, Oleksandr (1895–1969), russischer Chemiker und Physiker
- Brodszky, Nikolaus (1905–1958), russisch-US-amerikanischer Komponist und Musiker
- Brodszky, Sándor (1819–1901), ungarischer Landschafts- und Stilllebenmaler

### Brodt
- Brodt, Helen Tanner (1838–1908), US-amerikanische Landschafts- und Porträtmalerin
- Brodt, Ortwin (1916–1989), deutscher Philologe, Pädagoge und Esperantist
- Brodtbeck, Felix (1909–1982), Schweizer Chorleiter und Organist
- Brodtbeck, Karl Adolf (1866–1932), Schweizer Jurist und Politiker
- Brodtbeck, Wilhelm Eduard (1873–1957), Schweizer Architekt
- Brodtführer, Hildegard (1899–1976), deutsche Politikerin (SPD), MdL
- Brodtka, Angela (* 1981), deutsche Radrennfahrerin
- Brodtkorb, Julie (* 1974), norwegische Politikerin
- Brodtmann, Dieter (* 1934), deutscher Sportpädagoge und Hochschullehrer
- Brodtmann, Joseph (1787–1862), Schweizer Künstler, Lithograf und Publizist
- Brodträger, Bernth (* 1991), österreichischer Gitarrist
- Brodtwolff, Johann (1606–1653), deutscher Jurist und Gesandter bei den Westfälischen Friedensverhandlungen

### Brodu
- Brodu, Ondřej z († 1427), tschechischer Theologe, Rektor der Karlsuniversität
- Brodulf († 630), fränkischer Adliger

### Brodw
- Brodwolf, Jürgen (* 1932), Schweizer Bildhauer

### Brody
- Brody, Adam (* 1979), US-amerikanischer Schauspieler
- Brody, Adrien (* 1973), US-amerikanischer SchauspielerAdrien Brody (* 1973)

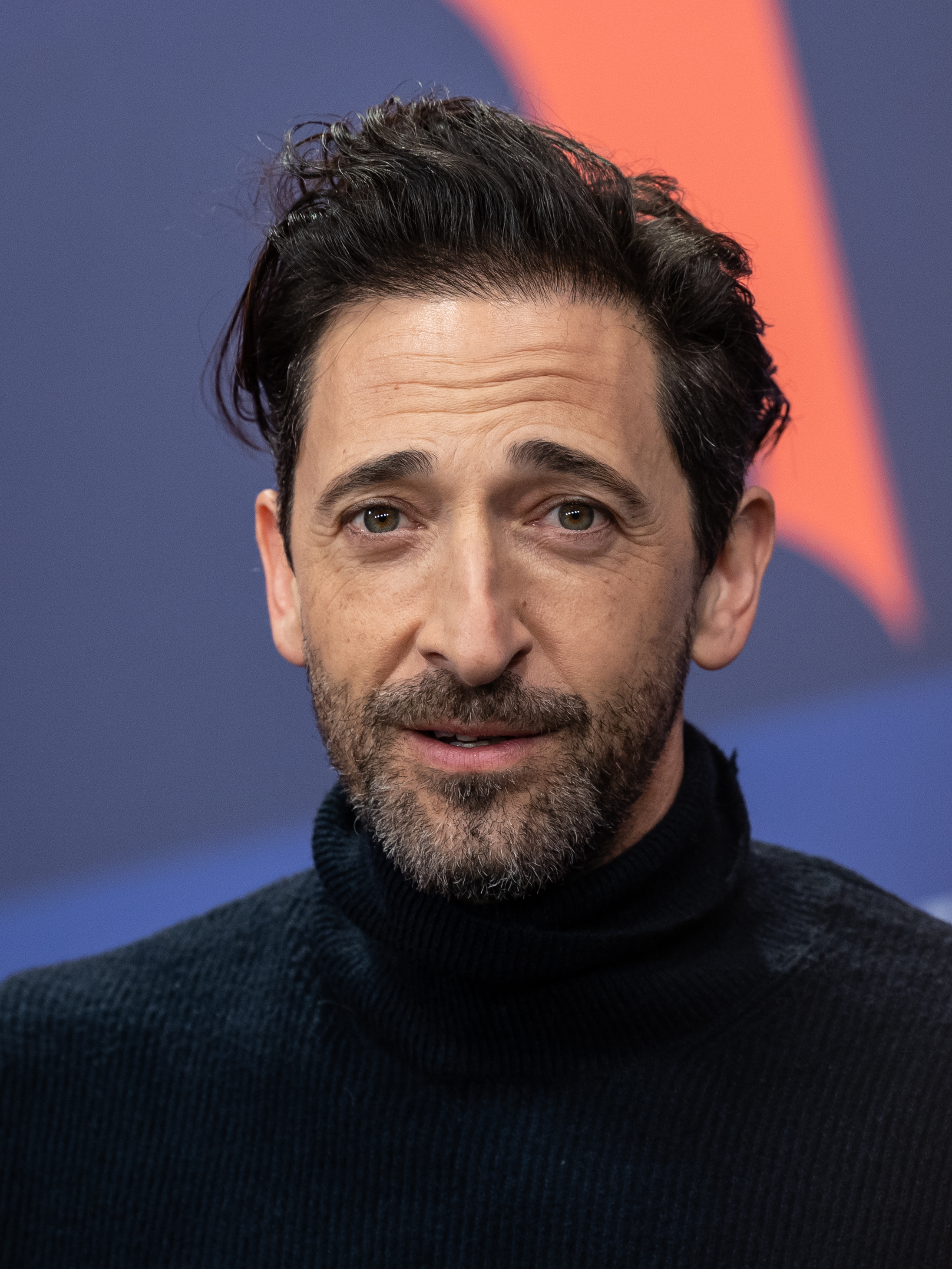
Adrien Brody (* 1973)

- Brody, Daniel (1883–1969), ungarischer Gründer und Verleger des Rhein Verlags
- Brody, David (* 1930), US-amerikanischer Historiker
- Bródy, Ernő (1875–1961), ungarischer Jurist und Politiker
- Brody, Florian (* 1953), österreichischer Pionier in den Bereichen Multimedia und Electronic Publishing
- Bródy, György (1908–1967), ungarischer Wasserballspieler
- Brody, Heinrich (1868–1942), Großrabbiner in Prag, Literaturwissenschaftler und Herausgeber
- Bródy, Imre (1891–1944), ungarischer Physiker
- Brody, Louis (1892–1951), deutscher Schauspieler
- Brody, Martin (* 1949), US-amerikanischer Komponist und Musikpädagoge
- Brody, Morton A. (1933–2000), US-amerikanischer Jurist
- Brody, Neville (* 1957), britischer Grafikdesigner, Typograf und Art Director
- Brody, Paul (* 1961), US-amerikanischer Jazztrompeter
- Brody, Reed (* 1953), US-amerikanischer Menschenrechtler
- Brody, Richard, amerikanischer Filmkritiker
- Brody, Samuel (1890–1956), US-amerikanischer Ernährungswissenschaftler
- Bródy, Sándor (1863–1924), ungarischer Schriftsteller
- Brody, T. Peter (1920–2011), britischer Physiker
- Brody, Tal (* 1943), israelisch-US-amerikanischer Basketballspieler
- Bródy, Zsigmond (1840–1906), ungarischer Journalist und Politiker

### Brodz
- Brodziak, Kyle (* 1984), kanadischer Eishockeyspieler
- Brodzik, Joanna (* 1973), polnische SchauspielerinJoanna Brodzik (* 1973)

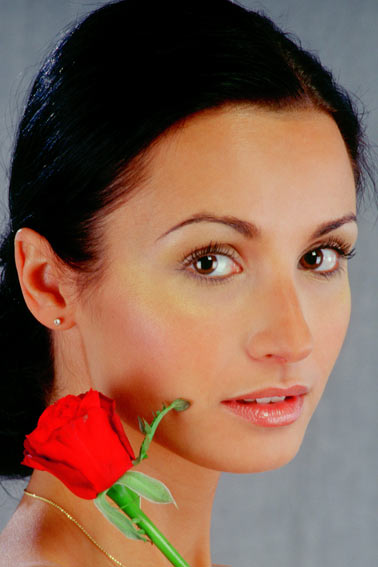
Joanna Brodzik (* 1973)

- Brodzina, Johannes Gustav (1837–1909), deutscher Kommunalbeamter
- Brodzinska, Claudia (* 1937), deutsche Schauspielerin, Hörspiel- und Synchronsprecherin
- Brodzinski, Jonny (* 1993), US-amerikanischer Eishockeyspieler
- Brodziński, Kazimierz (1791–1835), polnischer Dichter und Übersetzer
- Brodzka-Wald, Alina (1929–2011), polnische Literaturhistorikerin und Professorin
- Brodzki, Constantin (1924–2021), belgischer Architekt
- Brodzki, Wiktor (1826–1904), polnisch-russischer Bildhauer und Hochschullehrer
- Brodzky, Horace (1885–1969), australischer Künstler